# João Matias (natation)
Pour les articles homonymes, voir João Matias.
João Luis Cardoso Matias, né le 29 septembre 1986 à Luanda, est un nageur angolais. 

## Carrière
João Matias participe aux Jeux olympiques de 2004 à Athènes, où il est éliminé en séries du 100 mètres papillon.
Il est médaillé de bronze du 4 x 100 mètres quatre nages aux Championnats d'Afrique de natation 2008 à Johannesbourg, puis médaillé de bronze du 50 mètres papillon aux Championnats d'Afrique de natation 2012 à Nairobi.
Il participe ensuite aux Jeux olympiques de 2008 à Pékin, où il est éliminé en séries du 100 mètres papillon.